# Français laotien
Le français laotien est la variété de la langue française parlée au Laos, parlé par une minorité importante au pays. Le Laos est le deuxième plus grand pays francophone en Asie, les autres étant le Vietnam et le Cambodge. Le français est utilisé comme langue diplomatique et commerciale et est également étudié par plus d'un tiers des étudiants au Laos.

## Caractéristiques du dialecte
Le français parlé au Laos est basé sur le français parisien standard, mais comporte quelques différences mineures dans le vocabulaire comme d'autres dialectes français d'Asie. Des mélanges de Lao sont parfois ajoutés au français, ce qui lui donne des consonnances locales. Quelques mots laotiens ont ainsi trouvé leur chemin dans la langue française utilisée au Laos. Il existe des différences notables entre le Lao et le Français standard tels que l'incorporation de mots laotiens en français concernant les sujets locaux comme les aliments, les plantes, etc.

## Histoire
La langue française fut introduite au Laos au XIXe siècle lorsque les explorateurs français sont arrivés au Laos en essayant de faire des incursions dans la Chine après la colonisation du Vietnam. Les Français ne prêtèrent pas beaucoup d'attention au royaume de Lan Xang, mais établirent un consulat dans l'actuelle Luang Prabang.
Les catalyseurs réels pour la mise en place de protectorat colonial sur les régions culturelles lao étaient les craintes françaises de la concurrence économique et politique de la Grande-Bretagne. Dans les années 1890, les conflits frontaliers avec le Siam et la France conduisirent à la guerre franco-siamoise et les frontières du Laos et du Siam furent établies en faveur de la France. Le Laos devint alors un protectorat français.
Contrairement au Viêt Nam, les Français n' exercèrent pas pleinement leur influence au Laos et il fallut attendre les années 1900 pour que le français commençât à être mis en place dans les écoles au Laos ; mais il était surtout limité à Vientiane, avec les premières écoles primaires laotiennes en 1902. Cependant, la domination française gagna finalement du terrain et le français devint vite la langue principale du gouvernement, de l'éducation et de la diffusion de la langue dans le sud du Laos après la fondation de Paksé.
La langue française atteignit un sommet entre les années 1910 et la Seconde Guerre mondiale et la propagation dans tout le pays, mais, comme au Viêt Nam, ne fut largement pas parlé dans la plupart des zones rurales. Le Français devint la langue des représentants du gouvernement et de l'élite. Lorsque le Japon envahit le Laos dans la Seconde Guerre mondiale, le français resta dans le système éducatif, contrairement au Viêt Nam, où le vietnamien devint l'unique langue d'enseignement, mais la langue lao fut brièvement utilisée dans le gouvernement. Le français revint comme seule langue politique après que la France eut repris sa domination au Laos et resta officielle au même titre que le Lao quand fut accordée l'autonomie au Laos en 1949. Le Lao devint la seule langue officielle après l'indépendance en 1953.
Le déclin de la langue française fut plus lent et eut lieu plus tard qu'au Viêt Nam et au Cambodge, puisque la monarchie du Laos eut des relations politiques avec la France. À la veille de la guerre du Viêt Nam, la guerre secrète commençait au Laos lorsqu’eurent lieu des luttes politiques entre les communistes du Pathet Lao et le gouvernement. Le Pathet Lao tint des territoires et utilisa le lao comme seule langue. Après la fin de la guerre du Viêt Nam, le français commença sa forte baisse au Laos, devenant facultatif après 1975, en constante régression devant l'anglais. En outre, beaucoup de membres des élites (laos et français) instruites émigrèrent dans d'autres pays comme les États-Unis ou la France pour échapper aux persécutions du gouvernement, le gouvernement instaurant un système éducatif de masse en langue lao.
Avec la fin de l'isolationnisme au début des années 1990, la langue française a rebondi, grâce à la réhabilitation de la langue française, aux relations avec la Suisse et le Canada, ainsi que l'ouverture de centres de langue française dans le centre du pays. Aujourd'hui, le français a un statut au Laos semblable à celui dans les autres nations francophones d'Asie. Environ 35 % de tous les élèves au Laos reçoivent leur éducation en français, qui est la langue à apprendre requise dans de nombreuses écoles. Le français est également utilisé dans les travaux publics au Laos central et méridional et à Luang Prabang ; c'est une langue de la diplomatie et des élites, des professions supérieures et des aînés. Cependant, la langue anglaise a continué de menacer la langue française au Laos, car elle est considérée comme la langue du commerce international et certaines écoles ont également fait de l'anglais une matière obligatoire. Le Laos est également membre de la Francophonie.